# Jasmin Hamid
Jasmin Hamid (* 18. Februar 1984 in Helsinki) ist eine finnische Schauspielerin und Politikerin finnlandtatarischer Abstammung.

## Leben und Karriere
Hamid wurde am 18. Februar 1984 in Helsinki geboren. Sie studierte an der Theaterakademie Helsinki. Ihr Debüt gab sie 2005 in dem Fernsehfilm Caasha. Von 2009 bis 2014 war sie in der Serie Salatut elämät zu sehen. Später trat sie 2013 in einer Episode in Nymphs auf. Zwischen 2016 und 2019 spielte Hamid in Bordertown mit. Unter anderem bekam sie 2022 eine Rolle in Nurses. 
Hamid begann ihre politische Karriere 2008, als sie bei den Kommunalwahlen in Helsinki als Vertreterin der Grüner Bund kandidierte. Sie wurde dann zur stellvertretenden Kommissarin gewählt. 2012 wurde sie in den Stadtrat von Helsinki gewählt. Zudem ist sie Investorin von Anlageimmobilie.
Mit ihren Ehemann Santtu Hulkkonen hat sie zwei Kinder.

## Filmografie
Filme
- 2005: Caasha
- 2009: Agape

Serien
- 2009–2014: Salatut elämät
- 2013: Nymphs
- 2016–2019: Bordertown (Sorjonen)
- 2022:  Nurses (Syke)